# Nikita Kaplenko
Nikita Kaplenko (tiếng Belarus: Мікіта Капленка; tiếng Nga: Никита Капленко; sinh 18 tháng 9 năm 1995) là một cầu thủ bóng đá Belarus. Tính đến năm 2016, anh thi đấu cho Dinamo Minsk.

## Cuộc sống cá nhân
Em trai của anh Kirill Kaplenko cũng là một cầu thủ bóng đá.